# Hoplotarache feae
Hoplotarache feae är en fjärilsart som beskrevs av Emilio Berio 1937. Hoplotarache feae ingår i släktet Hoplotarache och familjen nattflyn. Inga underarter finns listade i Catalogue of Life.